# 貴方解剖純愛歌 〜死ね〜
「貴方解剖純愛歌 〜死ね〜」（あなたかいぼうじゅんあいか しね）は、あいみょんのデビューシングル。Lastrumより2015年3月4日に発売。

## 概要
タワーレコード限定のワンコインシングルとして発売されたインディーズシングル。その過激な歌詞からテレビ・ラジオ各局では放送自粛となるもオリコン週間インディーズチャートで10位にランクインした。
あいみょんが音楽活動を本格的にスタートするにあたって、とりあえず50曲くらい作った中の1曲で、「10分くらいで結構スラっとできてしまった」という。歌詞は好きな人に語りかける「ねぇ」と、相手を全否定する「死ね」で韻を踏んでいるが、「絶対に“死ね”を入れようとしてたわけではなくて、たまたま“ねぇ”っていう言葉と語呂が合っただけなんです。だから執念深く書いた曲ではないんです」と語っている。
あいみょんは18歳で音楽事務所から声がかかった後、大阪・梅田で弾き語りの路上ライブを始めた。この頃よく歌っていた曲の一つが本曲である。本曲がテレビやラジオで放送自粛になったことに加え、翌年のメジャーデビュー曲『生きていたんだよな』も飛び降り自殺をモチーフとしていたため、この頃のあいみょんは「過激なアーティスト」というイメージも強く持たれていた。
あいみょん自身は曲の主人公の狂気的な女性について「たまに共感しますね。昔付き合ってた人のこと思い出すと、こうしてやればよかったなじゃないですけど（笑）」「（両目をくり抜くなどの歌詞は）比喩表現的な意味ですから（笑）」と語っている。曲を聴いた祖母から精神面がおかしいと思われて、心配の電話がかかってきたという。
カップリングの「いいことしましょ」は、ブックオフで官能小説を買って読んでから作った曲で、「やらしいことを言ってるようで綺麗に聴こえる、青春を思い出す曲を作りたかった」という。

## 収録曲
| 全作詞・作曲: あいみょん。 |                             |            |            |                            |
| #                          | タイトル                    | 作詞       | 作曲・編曲 | 編曲・サウンドプロデュース |
| 1.                         | 「貴方解剖純愛歌 〜死ね〜」 | あいみょん | あいみょん | samfree                    |
| 2.                         | 「いいことしましょ」        | あいみょん | あいみょん | 星野純一                   |
| 3.                         | 「強がりました」            | あいみょん | あいみょん | 星野純一                   |